# Thomas Clifford
Pour les articles homonymes, voir Clifford et Thomas Clifford (homonymie).
Thomas Clifford (1er août 1630 – 17 octobre 1673), 1er baron Clifford de Chudleigh, fut un homme d'État anglais.
Sous le roi Charles II d'Angleterre, il était un des membres du ministère de la cabale et poussa le roi à se vendre à Louis XIV.

## Liens externes

Écu de Clifford